# Toksyny

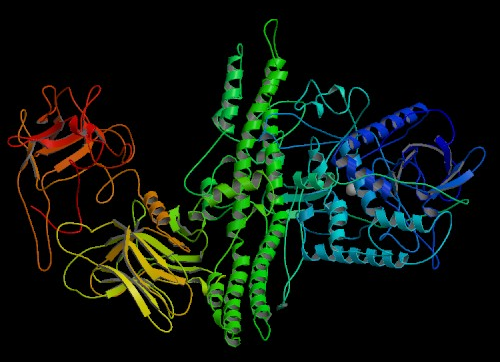
Model cząsteczki toksyny botulinowej

Toksyny – trucizny organiczne wytwarzane przez drobnoustroje, rośliny, zwierzęta i grzyby.
Toksyny wydzielane przez bakterie do środowiska zewnętrznego to egzotoksyny (wśród nich enterotoksyny wywołujące zatrucia pokarmowe), natomiast toksyny występujące w błonie zewnętrznej bakterii Gram-ujemnych noszą nazwę endotoksyn.
Cytotoksyny działają toksycznie na określone rodzaje komórek – między innymi wyróżnia się:
- hemotoksyny (atakują krew)
- hepatotoksyny (atakują wątrobę)
- neurotoksyny (atakują układ nerwowy).

Przykłady toksyn:
- apitoksyna (jad pszczeli)
- botulinotoksyna (jad kiełbasiany)
- mykotoksyny
- toksyna błonicza
- toksyny sinicowe